# Ricky Davis
Tyree Ricardo "Ricky" Davis (Las Vegas, Nevada, 23. rujna 1979.) američki je profesionalni košarkaš. Igra na poziciji bek šutera, a može igrati i nisko krilo. Trenutačno je član turske momčadi Türk Telekoma. Izabran je u 1. krugu (21. ukupno) NBA drafta 1998. od strane Charlotte Hornetsa.

## NBA karijera
Izabran je kao 21. izbor NBA drafta 1998. od strane Charlotte Hornetsa. Nakon dvije odigrane sezone u dresu Hornetsa, Davis je, kao dio velike zamjene, 1. kolovoza 2000., mijenjan u Miami Heat. Zbog ozljede zgloba, Davis je te sezone, za Miami, odigrao tek sedam utakmice. 26. listopada 2001. Davis je mijenjan u Cleveland Cavalierse, a samo godinu dana kasnije potpisao je novi šestogodišnji ugovor s Cavsima. Međutim nije sve bilo tako sjajno. Možda i najnepromišljenija odluka u Davisovoj karijeri zbila se 16. ožujka 2003. kada je Davis izveo najsebičniji potez u povijesti NBA lige. Naime, u utakmici s Utah Jazzima, Cavsi su vodili rezultatom 120:95, kada je, nekoliko sekundi prije kraja utakmice, Davis dobio loptu te krenuo i šutirao na svoj koš kako bi sakupio još jedan skok i ostvario triple-double. Nakon tog nesportskog čina igrač Utah Jazza, DeShawn Stevenson, teško je faulirao Davisa. Skok mu se nije priznao jer pokušaj šuta na svoj koš se ne ubraja kao skok, te je Davis bio novčano kažnjen od strane kluba, što je ubrzo dovelo do nove zamjene. 15. prosinca 2003., Davis je mijenjan u Boston Celticse zajedno s Chrisom Mihmom, Michaelom Stewartom i izborom drugog kruga na draftu u zamjenu za Tonyja Battiea, Erica Williamsa i Kedricka Browna. Nakon zamjene, navijači Celticsa pobunili se oko zamjene zbog Davisove reputacije sebičnog igrača, ali je s vremenom Davis postao ljubitelj navijača. U dresu Celticsa, Davis je igrao na poziciji bek šutera, po potrebi i na poziciji niskog krila te je u tri odigrane sezone ostvario sjajne brojke. 
26. siječnja 2006. Davis je mijenjan u Minnesota Timberwolvese zajedno s Markom Blountom, Marcusom Banksom, Justinom Reedom i dva buduća izbora drugog kruga na draftu u zamjenu za Wallya Szczerbiaka, Michaela Olowokandia, Dwyanea Jonesa i budući izbor prvog kruga na draftu. 24. listopada 2007. Davis je ponovno mijenjan, ovaj puta u Miami Heat. Zajedno s Davisom, putem Miamia, otišao je Mark Blount, a u redove Minnesote prešli su Antoine Walker, Michael Doleac, Wayne Simien i budući izbor prvog kruga na draftu. 28. srpnja 2008. Davis je, kao slobodan igrač, potpisao višegodišnji ugovor za Los Angeles Clipperse. 16. veljače 2010., Davis je otpušten iz kluba zbog dolaska novih igrača. 1. ožujka 2010., Davis se odlučio okušati u Europi te je potpisao za turskog prvoligaša Türk Telekoma.

## NBA statistika

### Regularni dio
| Godina    | Klub          | Odig. uta. | Uta. poč. | Min. | 2P%  | 3P%   | Sl. bac.% | Skok. | Asist. | Ukr. lop. | Blok. | Poena |
| --------- | ------------- | ---------- | --------- | ---- | ---- | ----- | --------- | ----- | ------ | --------- | ----- | ----- |
| 1998./99. | Charlotte     | 46         | 1         | 12.1 | .405 | .167  | .763      | 1.8   | 1.3    | .6        | .2    | 4.5   |
| 1999./00. | Charlotte     | 48         | 4         | 11.9 | .503 | .000  | .765      | 1.7   | 1.3    | .6        | .2    | 4.7   |
| 2000./01. | Miami         | 7          | 0         | 10.0 | .414 | 1.000 | .875      | 1.0   | 1.6    | .7        | .3    | 4.6   |
| 2001./02. | Cleveland     | 82         | 8         | 23.8 | .481 | .314  | .790      | 3.0   | 2.2    | .8        | .3    | 11.7  |
| 2002./03. | Cleveland     | 79         | 76        | 39.6 | .410 | .363  | .748      | 4.9   | 5.5    | 1.6       | .5    | 20.6  |
| 2003./04. | Cleveland     | 22         | 22        | 36.2 | .431 | .354  | .680      | 5.5   | 5.0    | 1.1       | .4    | 15.3  |
| 2003./04. | Boston        | 57         | 5         | 29.4 | .488 | .380  | .732      | 4.2   | 2.6    | 1.2       | .2    | 14.1  |
| 2004./05. | Boston        | 82         | 11        | 32.9 | .462 | .339  | .815      | 3.0   | 3.0    | 1.1       | .3    | 16.0  |
| 2005./06. | Boston        | 42         | 42        | 41.6 | .464 | .320  | .787      | 4.5   | 5.3    | 1.2       | .2    | 19.7  |
| 2005./06. | Minnesota     | 36         | 36        | 40.6 | .429 | .282  | .807      | 4.6   | 4.8    | 1.2       | .2    | 19.1  |
| 2006./07. | Minnesota     | 81         | 81        | 37.3 | .465 | .397  | .839      | 3.9   | 4.8    | 1.0       | .3    | 17.0  |
| 2007./08. | Miami         | 82         | 47        | 36.1 | .433 | .405  | .787      | 4.3   | 3.4    | 1.1       | .2    | 13.8  |
| 2008./09. | L.A. Clippers | 36         | 9         | 21.8 | .339 | .315  | .861      | 1.7   | 2.3    | .5        | .1    | 6.4   |
| Ukupno    |               | 700        | 342       | 30.6 | .446 | .361  | .784      | 3.6   | 3.4    | 1.0       | .2    | 13.9  |

### Doigravanje
| Godina    | Klub   | Odig. uta. | Uta. poč. | Min. | 2P%  | 3P%  | Sl. bac.% | Skok. | Asist. | Ukr. lop. | Blok. | Poena |
| --------- | ------ | ---------- | --------- | ---- | ---- | ---- | --------- | ----- | ------ | --------- | ----- | ----- |
| 2003./04. | Boston | 4          | 0         | 30.8 | .400 | .400 | .688      | 3.0   | 3.5    | .5        | .0    | 11.8  |
| 2004./05. | Boston | 7          | 2         | 34.3 | .432 | .333 | .769      | 3.6   | 2.0    | 1.3       | .3    | 12.4  |
| Ukupno    |        | 11         | 2         | 33.0 | .421 | .368 | .738      | 3.4   | 2.5    | 1.0       | .2    | 12.2  |

## Vanjske poveznice
- Službena stranica  Arhivirana inačica izvorne stranice od 15. siječnja 2008. (Wayback Machine)
- Profil na NBA.com
- Profil  Arhivirana inačica izvorne stranice od 6. siječnja 2018. (Wayback Machine) na Basketball-Reference.com